# Peter Madsen (tegner)
 Der er flere personer med dette navn, se Peter Madsen.
Peter Madsen (født 12. maj 1958) er en dansk tegneserieskaber, tegneserietegner, illustrator, forfatter, maler, designer og foredragsholder. Han er særlig kendt for at have skabt tegneserien Valhalla sammen med Henning Kure og Hans Rancke. Serien ligger også til grund for tegnefilmen Valhalla fra 1986.

## Opvækst og uddannelse
Peter Madsen blev født i Aarhus, men nåede i løbet af barndommen at bo tolv forskellige steder i Danmark. Han debuterede i 1973 som 15-årig med flere korte serier i Seriemagasinet. I de følgende år bidrog han til flere amatørfanzines, blandt andre Sejd og Blomstrende Spaghetti.
Madsen læste oprindeligt medicin, men efter at have ernæret sig som tegner fra 1980-1984 valgte han at opgive studierne for at blive tegner og fortæller på fuld tid.

## Karriere

### Valhalla
På initiativ fra tegneserieforlaget Interpresse gik Madsen i 1977 sammen med Henning Kure og Hans Rancke i gang med at skabe den humoristiske vikingeserie Valhalla. Dette skete allerede mens Madsen gik i gymnasiet.Det første album udkom i 1979. Valhalla-serien består nu af femten album, hvoraf de seneste udkom i 2009.
I 1986 udkom tegnefilmen Valhalla baseret på serien. Det var en af de første lange tegnefilm, der blev produceret i Danmark. Madsen var instruktør på produktionen, der led af store budgetoverskridelser og flere måtte forlade produktionen undervejs.
Filmen løb dog med Publikumsprisen for Bedste Børne- og Ungdomsfilm på Cannes-festivalen i 1987.
Selve serien har solgt over 100.000 eksemplarer, og er oversat til 10 sprog.
Bind 8, Frejas Smykke, modtog SPROING-prisen af Norsk Tegneserieforum i 1992, bind 11, Mysteriet om digtermjøden, modtog SAS prisen for Bedste Nordiske Tegneserie i 1999 og Bind 14, Muren, modtog Orla-prisen for Bedste tegneserie i 2008.

### Yderligere karriere
I 1990 blev der udgivet et samleralbum om hans oplevelser som ung medicinstuderende. Samme år blev albummet kåret til årets bedste album på Danske Tegneserieskaberes konvent.
I 1990 begyndte Madsen arbejdet med at genfortælle evangeliernes historier i tegneserieformat på opfordring fra Det Danske Bibelselskab. I Menneskesønnen tolkede Peter Madsen Jesus på en ny måde. Det fik en god modtagelse, han fik både den kristne tegneseriepris på tegneseriefestivalen i Angoulême (Frankrig) og den norske Sproing-pris for Menneskesønnen.
Madsen har tegnet forsiderne til Lene Kaaberbøls serie Skammerens børn, der starter med Skammerens datter fra 2000.
I 2008 udgav Thierry Capezzone en hyldest-bog til Peter Madsen og Henning Kure. Valhallas Venner, som bogen hedder, består af korte historier skrevet og/eller tegnet af 29 danske serieskabere, herunder også Capezzone selv.
Siden 2010 har han sammen med den norske forfatter Sissel Bøe udgivet serien Troldeliv.
Han arbejder og er bosat i Allerød med sin hustru.

## Priser
- 1981 Danmarks Skolebibliotekarforenings børnebogspris for Valhalla – Ulven er løs
- 1987 Publikumsprisen for bedste børne- og ungdomsfilm i Cannes for tegnefilmen baseret på Valhalla
- 1989 Den danske tegneseriepris, Pingprisen
- 1990 Årets bedste tegneserie på Danske Tegneserieskaberes konvent
- 1992 Årets bedste album, Ormen i dybet på Tegneseriemekka i Ballerup
- 1992 Den norske Sproing-pris for bedste udenlandske album, Frejas smykke
- 1995 Danske Tegneserieskaberes Konferences pris for bedste farvelagte tegneserie: Menneskesønnen
- 1996 Den Kristne Tegneseriepris i Angoulême, Frankrig for Menneskesønnen
- 1999 SAS-prisen for bedste nordiske tegneserie, Mysteriet om digtermjøden på Raptus-festivallen i Bergen i Norge
- 2004 Den norske Sproing-pris for bedste udenlandske album, Menneskesønnen
- 2005 Bibelselskabets Pris[13]

### Valhalla
1. Ulven er løs (1979)
2. Thors brudefærd (1980)
3. Odins væddemål (1982)
4. Historien om Quark (1988)
5. Rejsen til Udgårdsloke (1989)
6. De gyldne æbler (1990)
7. Ormen i dybet (1991)
8. Frejas smykke (1992)
9. Den store udfordring (1993)
10. Gudernes gaver (1997)
11. Mysteriet om digtermjøden (1998)
12. Gennem ild og vand (2001)
13. Balladen om Balder (2006)
14. Muren (2007)
15. Vølvens syner (2009)

Samlede Valhalla-album
1. Valhalla – Den samlede saga 1 (2010)
2. Valhalla – Den samlede saga 2 (2010)
3. Valhalla – Den samlede saga 3 (2010)
4. Valhalla – Den samlede saga 4 (2010)
5. Valhalla – Den samlede saga 5 (2010)

### Signe-trilogien
- Signes Jul (2003)
- Rejsen til Jerusalem (2008 )
- Vingeslag (2018)

### Troldeliv
Den store serie
- Rødder (2011)
- Bedstevenner (2012)
- Spor
- Mit eller dit? (2012)
- Festen
- Sov godt, Pajko!
- Er det sandt?
- Heksen
- Troldesuppe
- Brunpels (2013)
- Hvor er Kubbu (2018)

Den lille serie
- Blåbærturen
- En ny ven
- Gemmeleg
- Halen
- Spisetid
- Træet

### Andre album
- Menneskesønnen (1995)
- Historien om Job (1999)
- Historien om en mor (2004)
- Eventyrbogen (2014)
- Urhistorien (2021)